# Georges Moreel
Georges Moreel, né le 22 juillet 1924 à Gennevilliers et mort le 4 décembre 2003 à Argenteuil (Val-d'Oise), est un footballeur professionnel français. 
Son poste de prédilection est attaquant. Il a joué au RC Paris puis à l'Olympique de Marseille. 
Il ne compte qu'une sélection en équipe de France, France-Angleterre (1-3) à Colombes en amical le 22 mai 1949, au cours duquel il marque son unique but en Bleu.

## Clubs successifs
- U.S.A Clichy
- FC Levallois
- 1945-1946 : CA Paris
- 1946-1952 : RC Paris
- 1952-1954 : Olympique de Marseille

## Palmarès
- Coupe de France en 1949.